# Варлаам Зубковський
Зубковський Василь Степанович (чернече ім'я Варлаам; 1773 — 28 квітня 1853, Київ) — український церковний діяч та музикант, гомілетик.

## Біографія
Народився у сім'ї священика. Закінчив повний курс навчання в Києво-Могилянській академії (1785–1797). 1797 у Баришівській Троїцькій церкві прийняв сан священика і служив там до 1821. «Промовляв там власного творіння проповіді, був регентом вокальної архієрейської музики». 1804 і 1824 відряджався в єпархію для набору півчих для «Височайшого двору». 1821–1825 — священик Михайлівської церкви с. Кибинці Миргородського повіту, де був висвячений у протоієрейський сан. До Кибинців, відомого культурного осередку України, Варлаама запросив Д. Трощинський, високопоставлений сановник, відомий в історії культури своїми театральними та музичними захопленнями. У театрі, який утримував Д. Трощинський, за диригента, режисера й актора був його далекий родич Василь Опанасович Гоголь, батько славетного письменника.
Культурне життя Кибинців, проповіді 3убковського справили незабутнє враження на молодого Миколу Гоголя. Після Кибинців служив священиком Лубенської Миколаївської церкви. 1834 прийшов до Києво-Печерської Лаври з атестатом, де було відзначено, що «читання, спів та катехізис знає добре». 1836 прийняв чернечий постриг. Одержав посаду духовника (прослужив майже 20 років). Через похилий вік вже не співав на криласі, але його талант, музична освіта мали істотний вплив на культуру лаврського співу.
22 жовтня 1847 завершив свій невеликий твір «Замечания… о важных происшествиях в г. Киеве». У його основі лежить розповідь І. Звіряки своєму зятю священику Івану Якубовському: про чудесне видіння Пресвятої Богородиці в одному із храмів КПЛ перед пошестю у Києві 1770; про удар блискавки у баню храму Київського Братського монастиря під час відспівування померлого ректора М. Максимовича.
Похований у Китаївській пустині. З роду 3убковського походить засновник Мигородського курорту І. А. Зубковський.